# Feudal Alloy
Feudal Alloy je česká počítačová hra z roku 2019. Vytvořilo ji dvoučlenné studio Attu Games.

## Hratelnost
Hra je mix 2D plošinovky a RPG hry. Hráč ovládá robota Attua, prochází herním světem stylizovaným do mechanizovaného středověku, prozkoumává tunely plné nepřátel a vylepšuje svoji postavu. Hlavního hrdinu sice nelevelujete, ale můžete mu měnit brnění a zbraně, kterých je zde nepřeberné množství. Můžete zde najít například i meč Geralta z Rivie.

## Příběh
Hlavním hrdinou je robot Attu. Ten žil dosud klidný farmářský život. Jeho vesnici však napadli bandité a okradli ji o cenný olej. Attu si proto vezme starý meč a vydá se za bandity, aby získal olej zpět.